# Tiago Valente
Pour les articles homonymes, voir Morais et Valente.
Tiago Carlos Morais Valente est un footballeur portugais né le 24 avril 1985 à Macedo de Cavaleiros. Il évolue au poste de défenseur.